# 亜麻色の髪の乙女 (ヴィレッジ・シンガーズの曲)
『亜麻色の髪の乙女』（あまいろのかみのおとめ、原題：風吹く丘で）は、ヴィレッジ・シンガーズが1968年2月25日に日本コロムビアから発売した5枚目のシングル、およびその収録曲である。2002年発売の島谷ひとみによるカバー版でも知られる。

## 解説
- 後述の通り、原曲は1966年に青山ミチが『風吹く丘で』という題名で初録音した曲であるが、諸事情によりお蔵入りとなった[1]。
- TBSの朝のテレビ番組『ヤング720』で、今月のテーマソングとして使用された[2]。
- 2002年に発売された島谷ひとみのカバー版がオリコンチャート最高4位に入るヒットとなった（詳細は「島谷ひとみによるカバーシングル」の節を参照）。このヒットにより、翌2003年には「バラ色の雲」をカップリングに双方とも再録音（セルフカバー）されてテイチクエンタテインメントから発売された。
- 2013年より東武伊勢崎線伊勢崎駅の信号開通メロディーとして使用されている[注釈 1]。
- 日本音楽著作権協会（JASRAC）の著作権使用料分配額（国内作品）ランキングでは、2002年度と2003年度の2年連続で年間3位を獲得し[3][4]、2003年度と2004年度のJASRAC賞銅賞を受賞した。

## 収録曲
CBSコロムビア（日本コロムビア）によるオリジナル盤
1. 亜麻色の髪の乙女 (ON THE WINDY HILL)
作詞：橋本淳、作曲・編曲：すぎやまこういち
2. 瞳をとじて (WORLD FOR TWO)
作詞：橋本淳、作曲・編曲：筒美京平

CBS・ソニー（現：ソニー・ミュージックレーベルズ）による1978年再リリース盤（両A面シングル『バラ色の雲/亜麻色の髪の乙女』）
1. バラ色の雲
作詞：橋本淳、作曲：筒美京平、編曲：森岡賢一郎
2. 亜麻色の髪の乙女
作詞：橋本淳、作曲・編曲：すぎやまこういち

テイチクエンタテインメントによる2003年セルフカバー盤（両A面セルフカバーシングル『亜麻色の髪の乙女/バラ色の雲』）
1. 亜麻色の髪の乙女
作詞：橋本淳、作曲：すぎやまこういち、編曲：ヴィレッジ・シンガーズ
2. バラ色の雲
作詞：橋本淳、作曲：筒美京平、編曲：ヴィレッジ・シンガーズ

## 青山ミチによるオリジナルシングル
『風吹く丘で』（かぜふくおかで）は、1966年11月1日に日本グラモフォン（ポリドールレーベル、現在のユニバーサルミュージックジャパン）より発売される予定だった青山ミチの25枚目のシングル。規格品番はSDR-1234。

### 解説
- ヴィレッジ・シンガーズのバージョンがオリジナルと思われがちであるが、実際の原曲は当バージョンであり、原題も「風吹く丘で」である。
- 発売直前となる僅か1日前に店頭に入荷されたものの、諸事情によりそのまま出荷停止・発売停止となった。
- 発売中止となり長らくお蔵入り状態が続いていたが、『風吹く丘で』は、2011年に発売されたアルバム『GOLDEN☆BEST 青山ミチ』で45年の年月を経てようやく発表された。B面の「銀のイニシアル」は2022年現在も依然として未発表のままである。
- 間奏のコーラスは、男性3人組グループ「トリオ・ロス・チカノス」が担当している。

### 収録曲
1. 風吹く丘で [3:30]
作詞：橋本淳、作曲・編曲：すぎやまこういち
2. 銀のイニシアル [2:42]
作詞：橋本淳、作曲・編曲：すぎやまこういち

## 島谷ひとみによるカバーシングル
島谷ひとみの7枚目のシングルとして、2002年5月9日にavex trax（現在のエイベックス・ミュージック・クリエイティヴ avex traxレーベル）より発売された（CCCD）。

### 解説
- 島谷が出演した花王『エッセンシャル ダメージケア』CMソングとして2002年3月16日から放送され[5]、有名になる。当初CD化の予定はなかったが[6]、反響が大きかったため急遽音源制作に踏み切ったという[7]。
- 原曲は意識せずにレコーディングされたが、曲の世界観を壊さないようにするのと、爽やかな雰囲気を出すために15通りのアレンジの中から選定し制作された[7]。
- オリコンチャート最高位4位を記録し、30万枚以上を売り上げた自身最大のヒット作である。また、この曲のヒットで2002年のNHK紅白歌合戦に初出場を果たし、2005年にも出場してcrossover versionを披露した。
- オリコンのカラオケチャートで当時の新記録となる18週連続1位を記録した。
- さまざまなリミックス、リアレンジバージョンがあり、アルバム『シャンティ』に『HIRO KURETANI REMIX』が、8thシングル『亜麻色マキシ』に『フルウクレレバージョン』、ミニアルバム『Poinsettia〜亜麻色ウィンターメモリーズ〜』に『ウィンター・アカペラ・ヴァージョン』、カバーアルバム『男歌〜cover song collection〜』（CD only版）に『男歌 version』、そしてミニアルバム『brilliant』に『亜麻色の髪の乙女 (new version) 』が収録されている。なお、2005年のNHK紅白歌合戦で披露された『crossover version』はCD化されていない。
- 2002年11月30日にアナログ盤（LP / RR12-88383）が発売された。

### 収録曲
CD
1. 亜麻色の髪の乙女 [4:07]
作詞：橋本淳、作曲：すぎやまこういち、編曲：大槻"KALTA"英宣 / ストリングスアレンジ：のりっぺ
  - 花王「エッセンシャルダメージケアシャンプー」CMソング
2. 明日と今日のあいだ [3:45]
作詞：森浩美、作曲・編曲：Face 2 fAKE
3. 亜麻色の髪の乙女 (Instrumental) [4:06]
4. 明日と今日のあいだ (Instrumental) [3:42]

アナログ盤
side A
1. 亜麻色の髪の乙女 (HIRO KURETANI REMIX)
2. 亜麻色の髪の乙女 (Original)

side AA
1. Single Hits Non-stop Mega Mix 〜Trans Mission Mega Mix〜

## その他カバー
| アーティスト                      | 収録シングル・アルバム                                                                      | 発売日         | 規格品番      | 発売元                   |
| --------------------------------- | ------------------------------------------------------------------------------------------- | -------------- | ------------- | ------------------------ |
| キャメル・ランド                  | 「亜麻色の髪の乙女」                                                                        | 1980年         | 07SH-849      | CBSソニー                |
| Mi-Ke                             | 『想い出のG.S.九十九里浜』                                                                  | 1991年4月13日  | BMCR-2305     | BMGジャパン              |
| 神山純一&ティム・ハーデン・トリオ | 『'60S&'70Sグループ・サウンズ・スタンダード』                                               | 1994年5月21日  | VICG-5364     | ビクター                 |
| THE GARAGE                        | 「ガレージ・オープニングソング集 Vol. 3」                                                   | 2000年1月26日  | EPCE-5046     | zetima                   |
| BoNo BoNo                         | 『フローリス』                                                                              | 2002年6月26日  | MECP-2001     | メルダック               |
| 伊藤秀志                          | 『御訛り』                                                                                  | 2003年6月4日   | CRCN-20293    | 日本クラウン             |
| Patty & Jimmy                     | 『ファイン』                                                                                | 2003年7月2日   | AVCD-17316    | avex trax                |
| 王心凌                            | 『愛你』                                                                                    | 2004年3月26日  | AVCCD-90042   | D Sound Music            |
| 石川ひとみ                        | 『with みんなの一五一会〜フォークソング編』                                                 | 2005年9月21日  | TECI-1106     | テイチク                 |
| 嘉門タツオ                        | 『元気が出るCD!!』                                                                          | 2005年10月21日 | DXCL-91       | ビクター                 |
| T.R-crew REIKA                    | 『Romantic Woman Trance 〜あゝ無情〜』                                                      | 2006年11月22日 | TECH-20152    | テイチク                 |
| オレンジ・ペコ                    | 『リメンバー・グループ・サウンズ』                                                          | 2008年9月26日  | KICS-8179〜80 | キングレコード           |
| チェリッシュ                      | 『チェリッシュ「L．O．V．E．」あの頃青春グラフィティ Vol．2：：Ordinary（普通であること）』 | 2008年2月27日  | TECH-28182    | テイチク                 |
| 芹洋子                            | 『芹洋子ベストセレクション2008』                                                            | 2008年4月9日   | KICX-3605     | キングレコード           |
| Chicken Garlic Steak              | 『タイムスリップ』                                                                          | 2008年11月19日 | FRCA-1199     | ユニバーサルミュージック |
| W.C.D.A.                          | 「亜麻色の髪の乙女(HOUSE MIX) J-POP DANCE REMIX」                                           | 2009年7月22日  | （配信）      | W.C.D.A.                 |
| Newwy                             | 『はじめてのチュウ』                                                                        | 2012年10月17日 | COZY-713      | 日本コロムビア           |
| 吉幾三                            | 『あの頃の青春を詩う vol.2』                                                                | 2014年4月2日   | TKCA-74063    | ジャパンレコード         |

### 島谷ひとみバージョンのカバー
| アーティスト               | 収録シングル・アルバム                                   | 発売日         | 規格品番   | 発売元         |
| -------------------------- | -------------------------------------------------------- | -------------- | ---------- | -------------- |
| （不明）                   | 『太鼓の達人 ブルー』                                    | 2003年4月23日  | COCX-32169 | 日本コロムビア |
| 新井ひとみ from 東京女子流 | 『東京女子カフェ #1 a-bossa』                            | 2012年8月22日  | AVCD-38530 | avex trax      |
| 新田美波（洲崎綾）         | 『THE IDOLM@STER CINDERELLA MASTER Cool jewelries! 001』 | 2013年9月25日  | COCX-38251 | 日本コロムビア |
| 天使もえ                   | 「亜麻色の髪の乙女」                                     | 2015年3月18日  | DDCZ-2011  | FIRST MUSIC    |
| 工藤あやの                 | 『ファースト・アルバム』                                 | 2018年10月13日 | TKCA-74713 | ミノルフォン   |

### その他
- 豊口めぐみ（2010年発売の遊技機『CR花札物語』にイメージソングとして搭載、CD化および配信は無し、島谷ひとみバージョンのカバー）

## エピソード
- すぎやまこういちは『ドラゴンクエストVIII』発売に際しての『ヤングガンガン』のインタビュー動画で「苦労しないでフッと浮かんだ曲は結果的に良い曲になるんですね。苦労に苦労を重ねて1時間かけてもまだ具体的なイメージがまとまらないというものは無理に作らないでキャンセルします」といい、当時島谷ひとみ歌唱でリバイバルヒットした本曲と（『ドラクエ』の『序曲』）は「すーっと5分でできたもの」と言っている。
- 2002年に長野県北佐久郡御代田町でヴィレッジ・シンガーズの元ボーカルである清水道夫を騙った男がカラオケ大会の審査員として出演し、歌も披露するという詐欺事件が起こった[8]。この模様は西軽井沢ケーブルテレビで放送され、その映像がワイドショー番組でも用いられた。
- 同年に開催された「第16回 ファミリークラシックコンサート ドラゴンクエストの世界」では、すぎやまこういち指揮、神奈川フィルハーモニー管弦楽団による演奏が行われた。このオーケストラ版は、「花の首飾り」と共に『交響組曲「ドラゴンクエストIV」導かれし者たち コンサート・ライブ in 2002』に収録されている。また、東京都交響楽団によるオーケストラ版も、アルバム『君だけに愛を 東京都交響楽団×すぎやまこういちヒット曲集』に収録されている。
- 島谷ひとみのカバー版がヒットした影響により、本家のヴィレッジ・シンガーズが2002年に放送されたNHK総合『思い出のメロディー』に出演し、亜麻色の髪の乙女を披露した。更にそれを切っ掛けにバンド活動を再開した。